# Gymnasium (Bayern)
Das Gymnasium in Bayern umfasst gegenwärtig noch acht Jahrgangsstufen von fünf bis zwölf (G8); die Rückkehr zum Gymnasium mit neun Jahrgangsstufen ist jedoch beschlossen (G9). Der Abschluss ist die allgemeine Hochschulreife (Abitur).
Ab dem Schuljahr 2018/19 wird beginnend mit den fünften und sechsten Klassen wieder eine neun Jahre dauernde Schulzeit vorausgesetzt, um die für ein Hochschulstudium erforderliche vertiefte Allgemeinbildung zu vermitteln resp. zu erwerben. Das Abitur nach der zwölften Jahrgangsstufe wird damit wieder abgeschafft. Nur besonders begabten Schülern soll durch das Überspringen einer Jahrgangsstufe weiterhin das Abitur nach zwölf Jahren möglich sein; diese Möglichkeit gab es jedoch bereits auch vor der Einführung des G8. In den anderen Bundesländern geht man auf ähnlichen Wegen zurück zum G9, ausgenommen in den neuen Bundesländern.

## Bildungsschwerpunkte
Das bayerische Gymnasium soll seinen Schülern – wie in allen Bundesländern – eine vertiefte Allgemeinbildung vermitteln, sie bestmöglich auf ein Hochschulstudium vorbereiten und sie befähigen, „eine berufliche Ausbildung außerhalb der Hochschule“ erfolgreich zu absolvieren (Art. 9 Abs. 1 BayEUG). Es soll die Grundlage für die Bereitschaft legen, lebenslang zu lernen und sich fortzubilden. Die obersten Bildungsziele des Art. 131 Bayerische Verfassung sollen somit umgesetzt werden; diese sind Ehrfurcht vor Gott, Achtung vor religiöser Überzeugung und vor der Würde des Menschen, Selbstbeherrschung, Verantwortungsgefühl und Verantwortungsfreudigkeit, Hilfsbereitschaft, Aufgeschlossenheit für alles Wahre, Gute und Schöne und Verantwortungsbewußtsein für Natur und Umwelt.
Deshalb stellt das Gymnasium den Schüler in seiner Persönlichkeitsentwicklung in den Mittelpunkt und verbindet Leistungsanspruch mit kind- und jugendgerechten Angeboten zur individuellen Förderung. Diese Angebote sollen zusammen mit den Eltern getragen werden und gymnasial geeigneten Kindern soll unabhängig von ihrem sozialen Hintergrund die Möglichkeit eröffnet sein, ein Gymnasium erfolgreich mit Abitur abzuschließen.

## Angestrebte Ziele
- Ein abgestimmtes, auf den Hochschulzugang ausgerichtetes Fächerspektrum sichert eine breite Allgemeinbildung und die mit dem Abitur verbundene allgemeine Hochschulreife.
- Die Vielfalt der Fächer ermöglicht den Kindern, das Spektrum ihrer Begabungen zu erkennen und zu entfalten.
- Werteerziehung, kulturelle Bildung sowie die Vermittlung von Teamfähigkeit, kommunikativen Grundfertigkeiten und angemessenen Umgangsformen schaffen die Voraussetzungen für die richtige Anwendung des erworbenen Wissens.
- Ein solides Fundament an Wissen, Werten und Kompetenzen ist in Verbindung mit Anstrengungsbereitschaft und Urteilsfähigkeit die Grundlage für den Studienerfolg sowie die Übernahme verantwortungsvoller Aufgaben in Beruf und Gesellschaft.

## Gymnasien mit sechs unterschiedlichen Ausbildungsrichtungen
Zur Erreichung dieser Ziele gibt es in Bayern ab Jahrgangsstufe 8 folgende Ausbildungsrichtungen, die jeweils unterschiedliche Profilfächer aufweisen. Mit den Ausbildungsrichtungen sind bestimmte Abfolgen von Fremdsprachen verbunden.

### Humanistisches Gymnasium (HG)
Schwerpunkte am Humanistischen Gymnasium, der klassischen Form des Sprachlichen Gymnasiums, bilden die (alt-)sprachliche Bildung, klassische Antike und europäische Kultur. Es werden (mindestens) drei Fremdsprachen erlernt, dabei stehen die Alten Sprachen Latein und Griechisch (neben Englisch) im Mittelpunkt.
- Sprachenfolge: Latein-Englisch oder Englisch-Latein
- Profilfach: Griechisch (ab Jahrgangsstufe 8)

### Sprachliches Gymnasium (SG)
Schwerpunkte am Sprachlichen Gymnasium stellen die sprachliche und kulturelle Bildung dar. Die Schüler erlernen drei oder mehr Fremdsprachen, darunter mindestens zwei moderne; je nach Angebot der Schule. An zahlreichen Gymnasien werden auch drei moderne Fremdsprachen angeboten: F-E-It/Sp oder E-F-It/Sp.
- Sprachenfolge: Englisch-Latein oder Latein-Englisch oder Englisch-Französisch oder Französisch-Englisch
- Profilfach: Französisch oder Spanisch oder Italienisch oder Russisch oder Chinesisch (ab Jahrgangsstufe 8)

### Musisches Gymnasium (MuG)
Schwerpunkte am Musischen Gymnasium bilden Musik, Kunst, Literatur und Instrument. Damit stehen neben Musik auch die Fächer Kunst und Deutsch im Vordergrund. Musik ist in allen Jahrgangsstufen Vorrückungsfach.
- Sprachenfolge: Latein-Englisch oder Englisch-Latein
- Profilfächer: Musik, Instrument (bereits ab Jahrgangsstufe 5)

### Naturwissenschaftlich-technologisches Gymnasium (NTG)
Am Naturwissenschaftlich-technologischen Gymnasium erfolgt eine vertiefte Einführung in Chemie, Physik und Informatik.
- Sprachenfolge: Englisch-Latein oder Latein-Englisch oder Englisch-Französisch oder Französisch-Englisch
- Profilfächer: Chemie (ab Jahrgangsstufe 8), Informatik (ab Jahrgangsstufe 9)

### Wirtschaftswissenschaftliches Gymnasium (WWG)
Am Wirtschaftswissenschaftlichen Gymnasium werden in den Wirtschaftswissenschaften und Wirtschaftsinformatik Schwerpunkte gesetzt.
- Sprachenfolge: Englisch-Latein oder Latein-Englisch oder Englisch-Französisch oder Französisch-Englisch
- Profilfächer: Wirtschaft und Recht (ab Jahrgangsstufe 8), Wirtschaftsinformatik (ab Jahrgangsstufe 9)

### Sozialwissenschaftliches Gymnasium (SWG)
Schwerpunkte am Sozialwissenschaftlichen Gymnasium bilden die Sozialwissenschaften mit dem Fach Sozialpraktische Grundbildung.
- Sprachenfolge: Englisch-Latein oder Latein-Englisch oder Englisch-Französisch oder Französisch-Englisch
- Profilfächer: Politik und Gesellschaft (ab Jahrgangsstufe 8), Sozialpraktische Grundbildung (ab Jahrgangsstufe 9)

## Eignung für das Gymnasium
Das Gymnasium ist der kürzeste und anspruchsvollste Weg zum Abitur. Wer ihn gehen will, sollte nach Auffassung des für das Gymnasium zuständigen bayerischen Ministeriums
- wissbegierig sein und Freude am Entdecken haben;
- sich gut konzentrieren und lange bei einer Sache bleiben können;
- sprachgewandt sein und gern verzwickte Aufgaben lösen;
- rasch und effizient lernen.

## Abschlüsse am Gymnasium
Das Ziel des Gymnasiums ist die allgemeine Hochschulreife. Auf dem Weg dorthin werden folgende Abschlüsse erreicht:
- Mittlerer Schulabschluss mit Bestehen der Jahrgangsstufe 10 bzw. mit Bestehen der Besonderen Prüfung gemäß § 98 GSO (= Gymnasiale Schulordnung)
- Allgemeine Hochschulreife mit Bestehen der Abiturprüfung

## Anschlusswege
Wer das Abiturzeugnis erhalten hat, kann an Universitäten und Hochschulen jedes Fach seiner Wahl studieren, wenn er die sonstigen Zulassungsvoraussetzungen erfüllt. Mit dem mittleren Schulabschluss nach Jahrgangsstufe 10 besteht die Möglichkeit zum Übertritt in eine berufliche Ausbildung oder zum Wechsel an die Fachoberschule. Mit dem Hauptschulabschluss nach Jahrgangsstufe 9 besteht die erste Möglichkeit zum Übertritt in eine berufliche Ausbildung oder an andere Schularten.

## Andere Möglichkeiten zur Erreichung der Hochschulreife
Die Hochschulreife berechtigt zum Beispiel zu einem Studium an einer Fachhochschule oder einer Universität. Neben der allgemeinen Hochschulreife (Abitur) gibt es auch die fachgebundene Hochschulreife und die Fachhochschulreife. Durch welche Zeugnisse in Bayern die Fachhochschulreife oder Hochschulreife nachgewiesen wird, ist in der Qualifikationsverordnung (QualV) geregelt.

## Kulturhoheit der Länder und das Abitur
Als Kulturhoheit der Länder bezeichnet man die primäre Zuständigkeit der deutschen Bundesländer bezüglich der Gesetzgebung und Verwaltung auf dem Gebiet der Kultur, also insbesondere die Zuständigkeit für Schul- und Hochschulwesen, Bildung, Rundfunk, Fernsehen, Kunst. Die Kulturhoheit der Länder ergibt sich im deutschen Föderalismus aus der Kompetenzregelung des Grundgesetzes (Art. 30): Für Gegenstände, die nicht ausdrücklich als Kompetenztitel dem Bund zugewiesen werden, sind die Bundesländer zuständig. Siehe dazu auch die folgenden Artikel:
- Gymnasium in Deutschland
- Reformierte Oberstufe
- Abitur nach der zwölften Jahrgangsstufe
- Abitur in Bayern (G8)
- Abitur in Bayern (G9)